# سیارک ۴۶۵

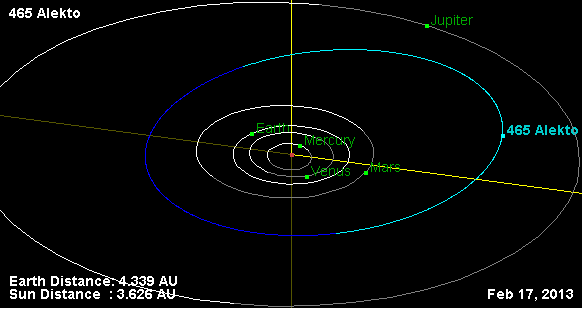
نمایی از محل قرارگیری سیارک ۴۷۵ در مدار – ۲۰۱۳

سیارک ۴۶۵ (به انگلیسی: 465 Alekto، نامگذاری:1901FW) چهارصد و شصت و پنجمین سیارک کشف شده‌است که در ۱۳ ژانویه ۱۹۰۱ و در هایدلبرگ کشف شد.
قدر مطلق سیارک برابر ۹٫۷۰ است.